# 충돌사건

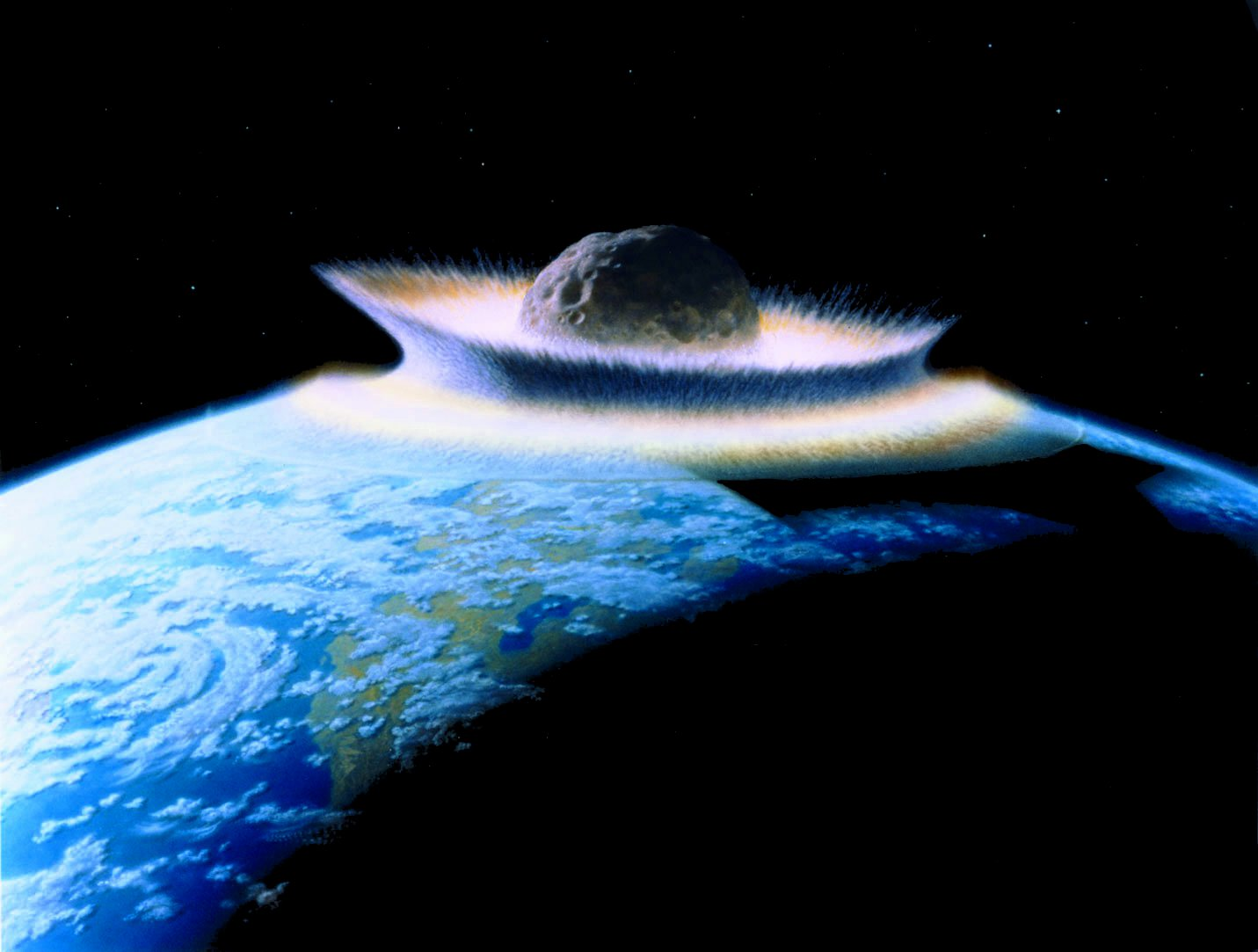
태고적의 지구에 충돌하는 미행성을 그린 천체 예술가의 상상화.

충돌사건(衝突事件, impact event)은 거대한 운석, 소행성. 혜성 등의 천체가 지구나 다른 행성에 충돌하는 것이다. 역사상의 기록에만도 수백 개의 소소한 충돌사건이 있었으며, 몇몇 경우에는 인적·물적 피해나 여타의 국지적 영향을 끼친 것도 있다. 그뿐 아니라, 지구의 역사를 거슬러 올라가면 환경을 심대하게 파괴하고 대량 멸종을 일으킨 대충돌도 존재한다. 이러한 충돌은 지구상 생명체에 막대한 피해를 가져오기 때문에 인류에게 공포의 대상으로 인식되어 있으며 이를 소재로 한 영화도 제작되었다. 세계 각국은 충돌사건을 예측하여 대비하기 위해 협력하고 있다. 소천체 충돌이 과학계의 주류로 정립된 이래, 충돌사건은 SF에서 각광받는 소재가 되기도 했다.

## 충돌의 크기와 빈도

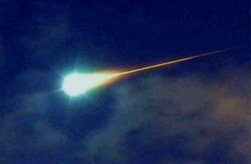
대기에 돌입하는 화구.

지구는 작은 천체들과 자주 충돌한다. 천체의 크기와 그 크기의 천체가 지구를 때리는 빈도는 역전관계에 있기 때문이다. 달의 충돌구들을 살펴보면, 어느 크기의 충돌구의 수는 그 충돌구의 지름의 세제곱수에 대략 반비례해서 줄어드는데, 충돌구의 지름은 평균적으로 충돌체의 지름에 비례한다.
지름 1 km의 소행성이 지구와 충돌할 확률은 500,000년에 한 번 꼴이며, 지름 5 km짜리의 제법 큰 충돌은 대략 천만 년에 한 번 꼴로 일어난다. 지름 10 km 이상의 초거대 충돌 중 가장 최근에 일어난 것은 백악기-제3기 대멸종을 일으킨 칙술루브 충돌구 충돌인데, 이것은 6천 5백만 년 전에 일어난 것이다.
지름 5 ~ 10 m 크기의 소행성은 지구 대기로 한 해에 한 개 꼴로 떨어지는데, 이 정도 크기의 소행성은 히로시마에 투하된 원폭 리틀 보이 만큼의 에너지(TNT 15 kt)를 가지고 있다. 이것들은 보통 대기 상층 중간권에서 폭발해 버리고, 그 구성 물질들은 증발해 버린다. 지름 50 m 이상의 물체가 지구와 충돌할 가능성은 천 년에 한 번쯤 되는데, 1908년의 퉁구스카 폭발사건 때와 비슷한 크기의 폭발을 일으킨다. 지름 1 km 이상의 소행성 중 (29075) 1950 DA가 2880년 3월 16일에 지구와 충돌할 가능성이 있는 것으로 보고되고 있다.
지름이 10 m보다 작은 천체를 유성체라고 하고, 유성체가 땅에 떨어진 것을 운석이라고 한다. 매년 500여 개의 운석이 지상에 도달하지만, 그 중 형체를 보존해서 과학자들에게 발견되는 것은 5 내지 6개도 채 되지 않는다.

## 대충돌의 지질학
지구는 거대한 소행성이나 혜성의 충돌로 인한 대파국의 시기를 여러 번 겪었다. 이 대충돌들 중 몇은 막대한 기후 변화를 불러왔으며, 그로 인해 엄청난 수의 식물과 동물 종이 사라지는 대량 멸종을 초래했다.
달은 지구 역사의 초기에 엄청난 대충돌을 거쳐 만들어진 것으로 생각된다. 지구의 역사 초기의 대충돌은 파괴적이기만 한 것이 아니라 생산적인 면도 있었다. 혜성이 충돌함으로써 지구에 물이 생겼다는 가설이 있으며, 생명의 기원에 대해서도 충돌하는 천체가 유기 분자나 생명체를 지구 표면에 옮겨줬다는 견해가 존재한다. 이런 견해를 범종설(汎種說, panspermia)이라고 부른다.

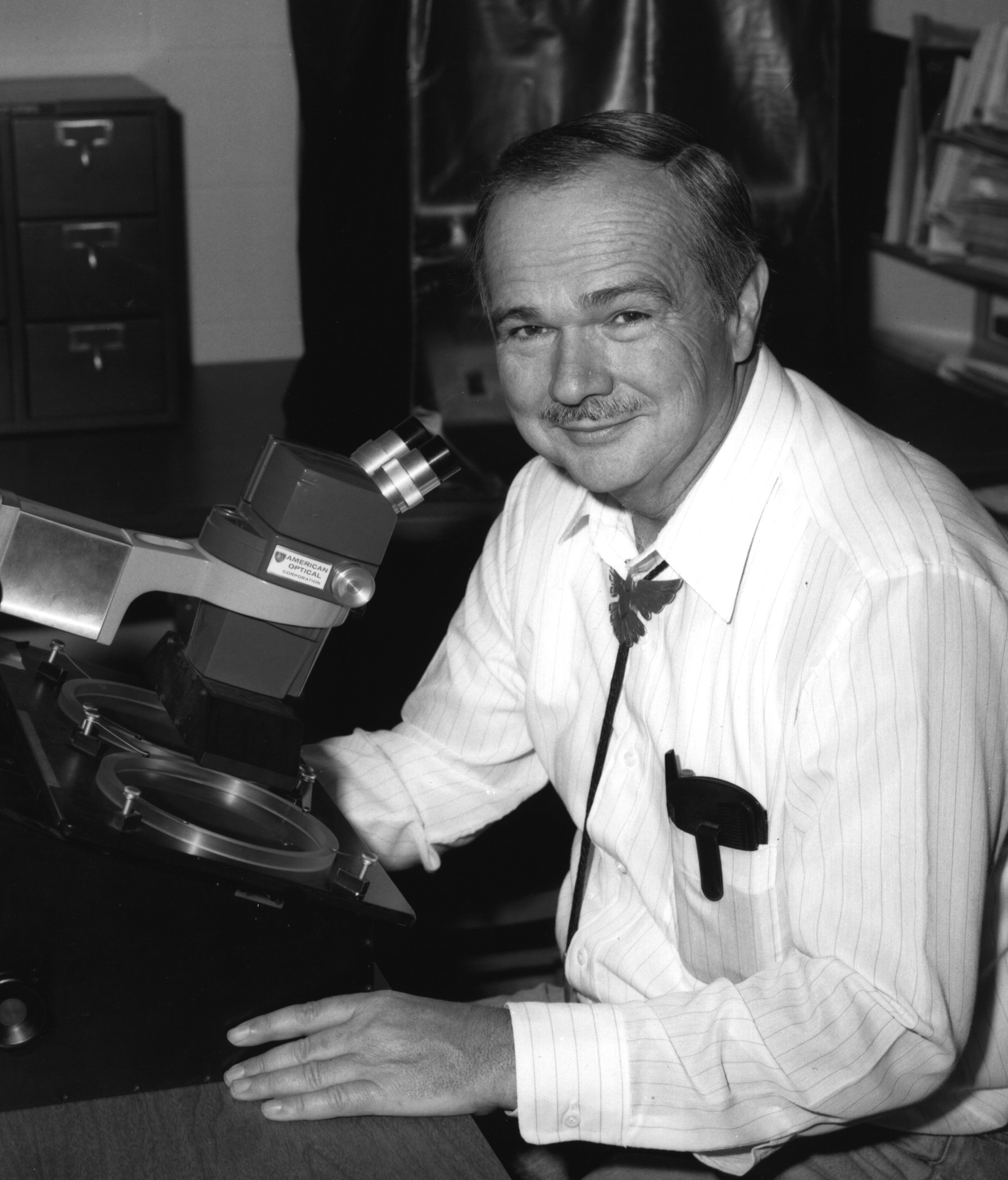
유진 슈메이커는 운석 충돌이 지구에 영향을 끼칠 수 있다는 것을 최초로 증명한 사람이다.

지구의 역사에 대한 이런 견해는 비교적 최근까지 부각되지 못했는데, 직접적인 관측 증거가 부족했고, 침식·풍화에 지구에 충돌한 흔적을 알아보기 어려웠기 때문이다. 애리조나 주의 배링거 충돌구 같은 대규모의 지구상 충돌사건의 증거는 매우 드물었다. 오히려 이런 충돌구가 화산 활동의 결과물이라는 생각이 팽배해 있었다. 예컨대 배링거 충돌구는 선사시대의 화산 폭발로 만들어졌다고 생각되어 왔다(서쪽으로 불과 30 km에 화산성의 샌프란시스코 산괴가 있기 때문에 불합리한 가설은 아니다). 달 표면의 충돌구도 비슷한 논리에 의해 화산 활동의 결과물로 여겨졌다.

## 충적세의 충돌사건

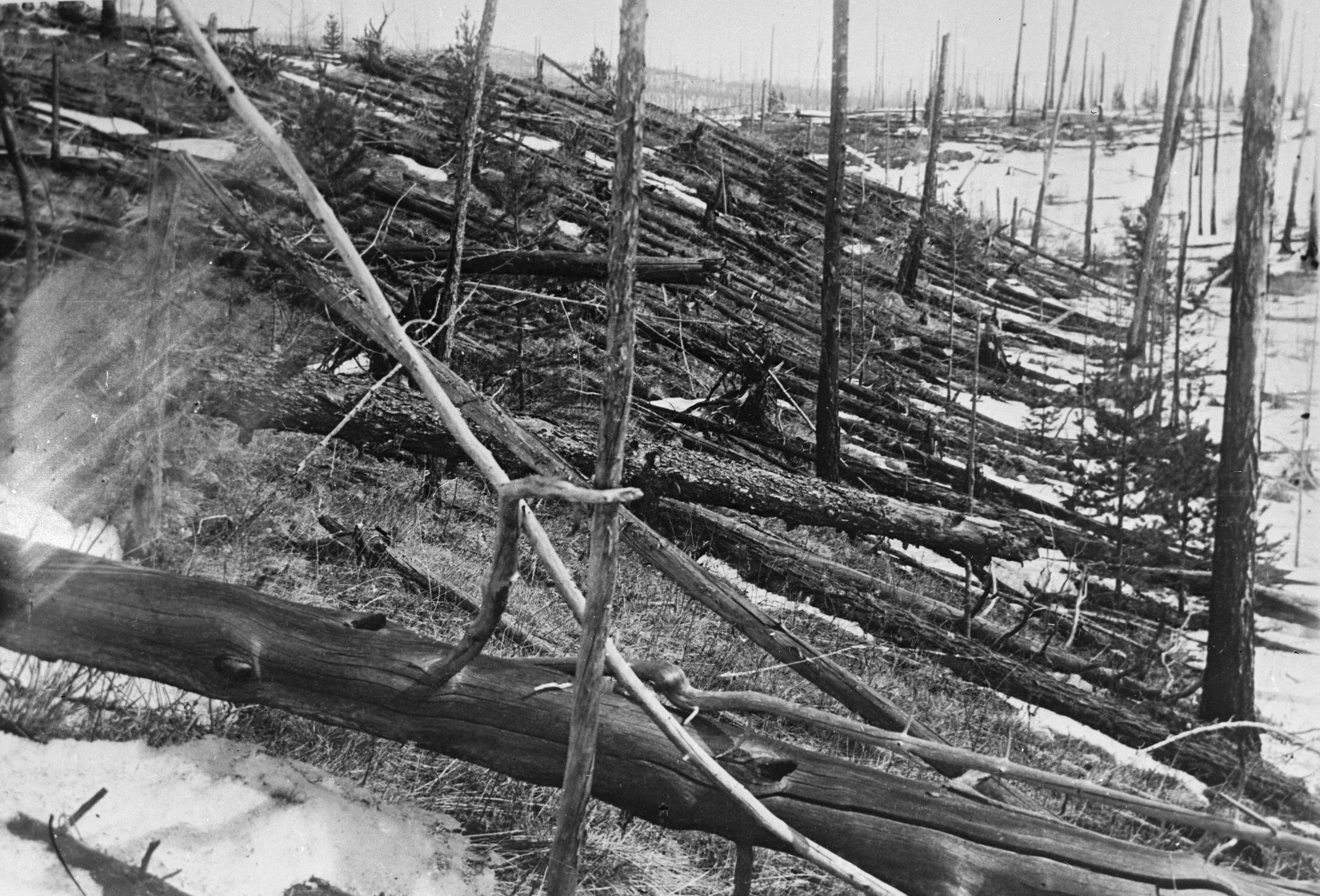
퉁구스카 폭발사건 당시 넘어진 나무들.

미국 지질조사국에 소속되어 있던 유진 슈메이커는 임팩트 비율을 추산하여, 히로시마를 파괴한 핵폭탄과 동일한 위력의 충돌사건이 1년에 한 번 꼴로 발생한다는 결론을 시사했다.

## 같이 보기
| - 2012년 종말론 - 소행성 포획 - 소행성 충돌 방지 - B612 재단 - 지구 충돌 데이터베이스 - 충돌 농법 | - 개관적 조사 망원경 및 신속 대응 체계(Pan-STARRS) - 근지구 천체(NEO) - 지구 위협 천체(PHO) - 토리노 척도 - Palermo Technical 충돌 위험 척도 - 지각 해일 - 네메시스 (항성) |